# Kamenica, Metlika
Kamenica je naselje v Občini Metlika.